# La Benevolencija
Židovsko kulturno-prosvjetno i humanitarno društvo "La Benevolencija" (skraćeno: "La Benevolencija") iz Sarajeva središnja je kulturna ustanova Židova u Bosni i Hercegovini. Predstavlja najstarije društvo ove vrste u Bosni i Hercegovini koje i danas postoji i radi.

## Povijest

### Nastanak i razvoj (1892. – 1992.)
La Benevolencija je osnovana u siječnju 1892. godine, kada je skupina sarajevskih židovskih intelektualaca donijela odluku da formira društvo za stipendiranje siromašnih, a talentiranih sefardskih mladića, koji su se školovali na zanatu, ili na višim školama diljem Austro-Ugarske. Nakon deset godina rada društva postignuti su veliki rezultati s desetinom židovskih studenata u Beču, Budimpešti i Pragu, s blizu već 400 kalfi od kojih je veliki broj postao i majstorima. La Benevolencija je pokraj stipendije organizirala za šegerte i analfabetski tečaj, a nakon toga i obuku, iz korespondencije, računa i knjigovodstva. 
Društvo je imalo stalne donatore, pa je iz tih sredstava kupljeno zemljište u sadašnjoj Ulici Miss Irbina u Sarajevu, da se pravi upravna zgrada La Benevolencije. Već 1908. godine društvo je prestalo biti društvo za stipendiranje sefardskih mladića i postalo Židovsko društvo za prosvjetu i kulturu, čime se granica između Sefarda i Aškenaza uklonila. Djelatnost La Benevolencije je proširena na cijelu Bosnu i Hercegovinu, a značajne potpore su dobivale i od židovskih studentskih menzi u Beču i Zagrebu.
Prvi svjetski rat je usporio djelatnost, jer su mnogi stipendisti otišli u vojsku, a nakon rata je u novoj državi Kraljevini Jugoslaviji La Benevolencija nastavila raditi. Formirani su pododbori društva u svim većim židovskim središtima u Bosni i Hercegovini: u Banjoj Luci, Bijeljini, Tuzli i Mostaru, dok su u manjim mjestima postojali povjerenici. U tom razdoblju knjižnica La Benevolencije, s više od 100.000 knjiga, postala je jedna od najvećih u gradu. 
Međutim, kako se bližio Drugi svjetski rat, Jugoslavija je postajala utočište izbjeglim Židovima iz Poljske, Češke, Austrije i Njemačke. La Benevolencija je sva sredstva koja je imala na raspolaganju potrošila pomažući ovaj val izbjeglica, koje su, što legalno, što ilegalno boravile u Bosni i Hercegovini i Jugoslaviji. 
Kada je započeo Drugi svjetski rat i na prostoru Jugoslavije, Bosna i Hercegovina i Sarajevo su postali dio Nezavisne Države Hrvatske. La Benevolencija je, kao i druge židovske institucije dobila svog "povjerenika", koji je u brzom vremenu rasturio sve što se moglo rasturiti, počevši od knjižnice koja je raznesena, pa do dokumentacije i novca što je još ostalo na računima i u kasi. Sve je sustavno uništeno, tako da iz razdoblja neposredno pred Drugi svjetski rat ništa nije sačuvano, jer je sve još bilo u ormarima i fasciklima. Ostala je tu i tamo po kućama sačuvana Spomenica Benevolencije, izdana 1924. godine o 30. obljetnici Društva, koja je tiskana naizmjenično, jedan članak latinicom, drugi ćirilicom i tako redom. U Arhivu Bosne i Hercegovine je ostalo ono što je još Austrija počela skupljati, sva službena dokumentacija o odobrenju rada, Pravila društva, Statut La Benevolencije, te nešto poslovnih knjiga.
Nakon oslobođenja, 1945. godine gotovo svi preživjeli sarajevski Židovi su se vratili kući. Sjedinjene Američke Države su bile daleko, Europa razorena, a Izrael još nije postojao. Prigodom obnove preporučeno je da se društvo preimenuje, pa je La Benevolencija nazvana "Sloboda". Međutim, i rad po takvim imenom nije dugo trajao, pa je 1948. godine, kao i sva druga društva i organizacije s nacionalnim predznakom ugašena. Sve što je do tada radila La Benevolencija preuzela je na sebe Židovska općina u Sarajevu. 
Kada su došle demokratske promjene u SFR Jugoslaviji i prvi slobodni izbori 1990. godine, La Benevolencija je ponovno registrirana 1991. godine kao Židovsko kulturno-prosvjetno i humanitarno društvo La Benevolencija. Za svoje ciljeve društvo je postavilo zadatke: sačuvati i prezentirati židovsku kulturu koju su Židovi donijeli sa sobom u Bosnu i Hercegovinu, te kulturu koju su stvarali u Bosni i Hercegovini i na taj način sigurno obogatili tu zemlju, te humanitarni rad.

### U ratu (1992. – 1995.)
Prije nego što je započeo rat u Bosni i Hercegovini, La Benevolencije je okupila sve židovske liječnike i farmaceute, koji su za društvo napravili dugu listu lijekova neophodnih za preživljavanje 1.500, uglavnom starijih ljudi, za razdoblje od tri mjeseca. Što nije bilo na domaćem tržištu – nabavio je JOINT (American Jewish Joint Distribution Committee). Za ostatak novca kupljena je hrana koja je mogla stajati: ulje, brašno, sol, šećer, riža, tjestenina, grah, konzerve. Uz pomoć JOINT-a, Sohnuta i Jevrejskih općina Beograd i Zagreb, organizirane su evakuacije iz Sarajeva, prve tri zrakoplovom prema Beogradu, a zatim kopnom u Hrvatsku, prema Splitu i Pirovcu, kasnije Makarskoj, evakuirano je iz Sarajeva više od 2.500 ljudi, od kojih oko 1.000 Židova.
U Sarajevu je tijekom rata ostalo samo 500 Židova, koji su nastavili aktivnosti La Benevolencije. Otvorili su ljekarnu koja je nazvana "Humanitarna ljekarna La Benevolencija" ili neslužbeno "Židovska ljekarna", a uskoro je postalo poznato da ako nešto trebaš, traži u Židovskoj ljekarni, ako tamo nema – nećeš to nigdje naći. Pred ljekarnom je uvijek bio popriličan red, a onda su počeli prigovori, da je jako opasno doći do ljekarne, jer je trebalo preći most na Miljacki, a mostovi su bili cilj za snajpere s brda, pa je društvo otvorilo drugu ljekarnu kod Narodnog kazališta u Sarajevu. 
Godine 1992. La Benevolencija je postala prva i jedina bosanskohercegovačka humaniratna organizacija koja je potpisala ugovor s UNHCR-om, te dobila registarske pločice i kartice suradnika najveće svjetske humanitarne organizacije. Međutim, potkraj humanitarnog rada, La Benevolencija je organizirala i tečajeve hebrejskog, engleskog, francuskog, njemačkog i arapskog jezika. Društvo je organiziralo unos i slanje iz Sarajeva na stotine tisuća pisama, radio-vezom povezali su Sarajevo s Beogradom i Zagrebom, a telefonom preko Zagreba s cijelim svijetom. U kuhinji La Benevolencije svaki dan u tjednu, tijekom cijele godine (osim za Jom Kipur) dijelili su po 320 – 350 toplih obroka.

### Poslije rata (1995. - danas)
Nakon rata, u Sarajevo se vratilo 40% evakuiranih Židova, što je postotno najviše od bilo koje etničke skupine koja je napustila grad. Prestala je potreba za humanitarnim ljekarnama, humanitarna kuhinja je prerasla u restoran s jednim brojem obroka koji se i dalje humanitarno dijele. La Benevolencija se nastavila baviti ljudima kojima je pomoć potrebna, a to su stariji ljudi, ali i o djeci i mladeži.

## Vanjske poveznice
- La Benevolecija  Arhivirana inačica izvorne stranice od 12. prosinca 2019. (Wayback Machine), Sarajevo (boš.)